# 声呐

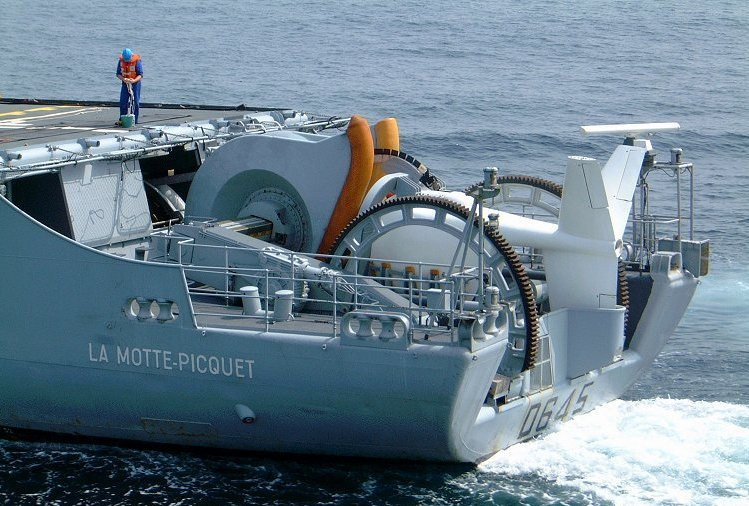
法國海軍喬治•萊格斯級拉•蒙特號巡防艦裝置於艦尾的 DUBV43 或 DUBV43C 可變深度聲納

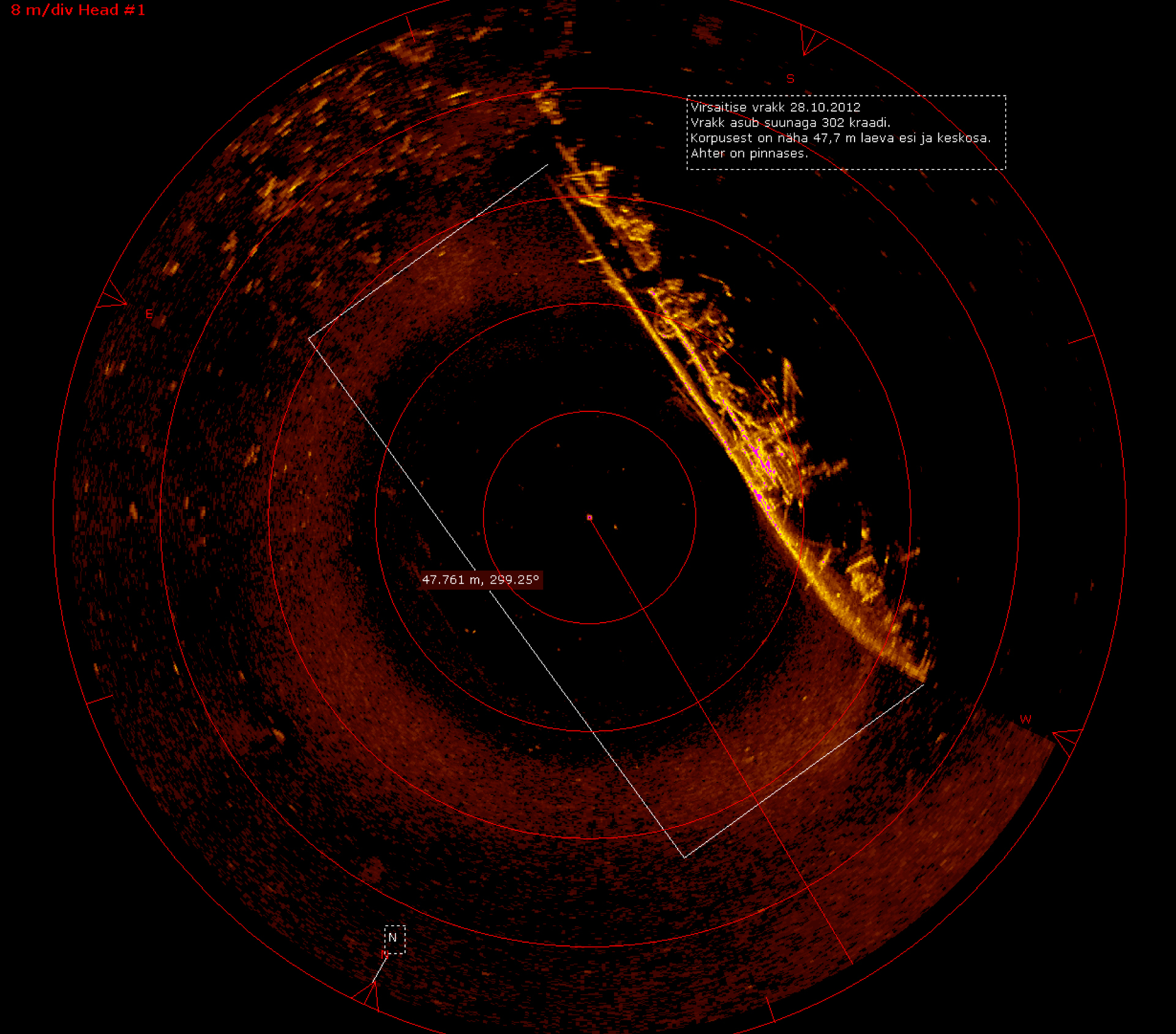
蘇聯海軍掃雷艦 T-297 沉船残骸的聲納圖像，曾是愛沙尼亞海域的拉脫維亞 Virsaitis 的海域，距克里島20 公里

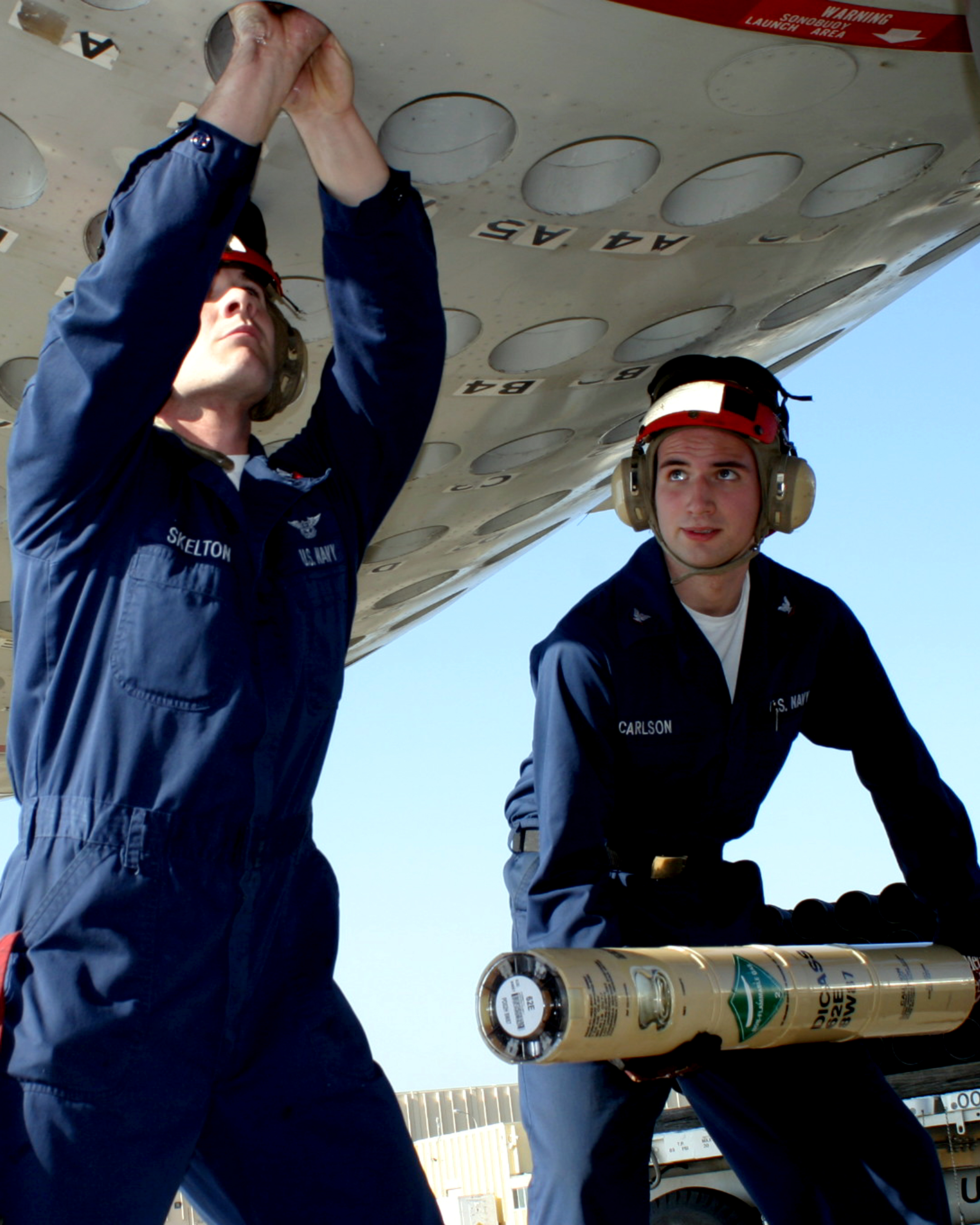
美國海軍的地勤人員正在為P-3獵戶座海上巡邏機安裝聲納浮標。照片中位於機身上的圓孔式儲存和發射聲納浮標的發射管。

聲納或声纳，是（直译：“声音导航与测距”）缩写的音译，指利用声波的传播和反射，通过电声转换和信息处理分析传感器探测到的信号，完成水下测量距离、探测动态和通讯任务的电子设备。聲納是水聲學中应用最广泛、最重要的一种装置，有主动式和被动式两种类型。
聲納系統的原理与自然界中一些动物（如鲸豚类、蝙蝠、飞蛾等）演化出的回声定位相似，根据应用需求所使用的聲音頻率從非常低（次声波）到極高（超音波）不等。声纳主要用于航海领域，特别是各种水下载具（潜艇和潜水器），在渔业、矿业、土木工程、医疗、生物学、地质学等领域都有应用。

## 中文译名
英文词原有“声拿”、“声纳”、“水声测位仪”和“声呐”的译名，1988年中華人民共和國全国自然科学名词审定委员会公布了由物理学名词审定委员会审定的规范名“声呐”。
清朝末年，1908年学部审定科《物理学语汇》未收的中文译名。
1932年萨本栋审订《物理学名词》未收的中文译名，但收为“电纳”，收为“导纳”，这两个译名一直沿用至今。
1956年中国科学院编译出版委员会名词室重订《物理学名词》收为“声拿”，收为“声导纳”，这个译名一直沿用至今。
1975年科学出版社的《英汉物理学词汇》收为“声纳”“水声测位仪”，也收为“声纳”，这个译名一直沿用至今。
1985年科学出版社的《英汉物理学词汇》改收为“声呐”“水声测位仪”。
1988年全国自然科学名词审定委员会公布的《物理学名词》（ 基础物理学部分）收为“声呐”。
将“声纳”重新定名为“声呐”可以避免与在先的译名冲突；用“呐”字表达声学现象也发挥了汉语声义兼顾的特点。

## 運作方式
作为一种声学探测设备，主动式声纳是在英国首先投入使用的，不过英国人把这种设备称为"ASDIC"（潜艇探测器），美国人称其为"SONAR"，后来英国人也接受了此叫法。
由于电磁波在水中衰减的速率非常的高，无法做为侦测的讯号来源，以声波探测水面下的人造物体成为运用最广泛的手段。无论是潜艇或者是水面船隻，都利用这项技术的衍生系统，探测水底下的物体，或者是以其作為导航的依据。

## 類型
声纳系统可以大致上分为两类：主动与被动。「主动声纳」工作原理与雷达类似，会自己发出音响讯号，借由这个讯号接触物体后反射回来的变化，做为计算这个物体的相对方位与距离的资料（原理请参见“多普勒效应”）。「被动声纳」的作用和传统的水下听音装置“水听器”极为相近，不发出任何讯号，只接收来自于周遭的各种音頻讯号来判断与识别不同的物体。

## 安裝位置
传统上潜艇安装声纳的主要位置是在最前端的位置，由于现代潜艇非常依赖被动声纳的探测效果，巨大的收音装置不仅仅让潜艇的直径水涨船高，原先在这个位置上的鱼雷管也得让出位置而退到两旁去。
其他安装在潜艇上的声纳型态还包括安装在艇身其他位置的被动声纳听音装置，利用不同位置收到的同一讯号，经过电脑处理和运算之后，就可以迅速的进行粗浅的定位，对于艇身较大的潜艇来说比较有利，因为测量的基线较长，准确度亦较高。
另外一种声纳称为“拖曳声纳”，因为这种声纳装置在使用时，以缆线与潜艇连接，声纳的本体则远远的拖在潜艇的后面进行探测，拖曳声纳的使用大幅强化潜艇对于全方位与不同深度的侦测能力，尤其是潜艇的尾端。这是因为潜艇的尾端同时也是动力输出的部分，由于水流的声音的干扰，位于前方的声纳无法听到这个区域的讯号而形成一个盲区。使用拖曳声纳之后就能够消除这个盲区，找出躲在这个区域的目标。

## 歷史
聲納技術至今已有超過100年歷史，它是1906年由英國海軍的李維斯·理察森（Lewis Nixon）所發明。他發明的第一部聲納儀是一種被動式的聆聽裝置，主要用來偵測冰山。這種技術，到第一次世界大戰時開始被應用到戰場上，用來偵測潛藏在水底的潛水艇，这些声呐只能被动听音，属于被动声呐，或者叫做“水听器”。
在1915年，法国物理学家保羅·朗之萬与俄国电气工程师Constantin Chilowski合作发明了第一部用于侦测潜艇的主动式声纳设备。尽管后来压电式变换器取代了他们一开始使用的静电变换器，但他们的工作成果仍然影响了未来的声纳设计。1916年，加拿大物理学家Robert Boyle承揽下一个属于英国发明研究协会的声纳项目，Robert Boyle在1917年年中制作出了一个用于测试的原始型号主动声纳，由于该项目很快就划归反潜/盟军潜艇侦测调查委员会（ASDIC，Anti/Ailled Submarine Detection Investigation Committee）管辖，此种主动声呐亦被称英国人称为“ASDIC”，为区别于SONAR的音译“声纳”，将ASDIC翻译为“潜艇探测器”。
到1918年，英国和美国都生产出了成品。1920年英国在皇家海军HMS Antrim号上测试了他们仍称为"ASDIC"的声纳设备，1922年开始投产，1923年第六驱逐舰支队装备了拥有ASDIC的舰艇。1924年在波特兰岛上成立了一所反潜学校——皇家海军Ospery号（HMS Osprey），并且设立了一支有四艘装备了潜艇探测器的舰艇的训练舰队。
1931年美国研究出了类似的装置，称为SONAR（聲納）。20世纪末起俄罗斯海军专门将一艘杨基级K-403号改成了实验艇用于测试亚森级和北风之神级的声纳MGK-600系统。该声纳的发展也经历不少困难。在2006年和2007年，俄国防部两次要求对国产声纳和欧产声纳进行对比测试，都被俄海军拒绝。2009年7月2日，梅德韦杰夫视察尤里·多尔戈鲁基号时陪同的威茨基海军总司令提到了这个问题，梅德韦杰夫说“你去告诉他们，如果改进不了就买外国货”

## 目标运动分析
目标运动分析（Target Motion Analysis，简写TMA），是综合舰船所有探测器数据，对目标进行定位的方法。对于反潜作战非常重要。而潜艇为了自身的隐蔽，不能使用主动探测设备，被动声纳运动分析是唯一的目标定位方法。